# سيدا كوزلوكا
سيدا كوزلوكا (بالتركية: Ceyda Kozluca)‏ مواليد 12 مايو 1984 في إزميد، هي لاعبة كرة سلة تركية. بدأت مسيرتها الاحترافية في سنة 2004. تلعب في الدوري التركي لكرة السلة للسيدات. يبلغ طولها 5 قدم 11 بوصة (1.8 م).

## المسيرة الاحترافية
لعبت مع نادي بشكتاش لكرة السلة للسيدات في موسم 2004-2005، ثم لعبت مع إردميرسبور في موسم 2005-2006، ثم لعبت مع نادي غلطة سراي لكرة السلة للسيدات في موسم 2010-2011.